# Live Sessions II
Live Sessions II é o terceiro álbum solo de Tony Babalu, lançado em 2017 pelo selo Amellis Records com distribuição da Tratore. Com seis temas instrumentais que passeiam por diversas vertentes do rock e da black music, o disco rendeu ao guitarrista o Troféu Cata-Vento 2017, prêmio idealizado pelo consagrado produtor musical Solano Ribeiro e pela Rádio Cultura (SP).

## Concepção e gravação
Seguindo o conceito de seu antecessor Live Sessions at Mosh (2014), o disco foi concebido a partir de uma atmosfera vintage e orgânica que norteou todas as fases de sua produção. A captação, analógica e integralmente ao vivo, foi realizada em três dias de dezembro de 2016 no Mosh Studios (SP), um dos mais tradicionais e icônicos da América Latina , e a banda convocada para o projeto contou com Adriano Augusto (teclados), Leandro Gusman (contrabaixo), e Percio Sapia (bateria).

## Instrumental Sesc Brasil
O álbum teve seu show de pré-lançamento no projeto Instrumental Sesc Brasil, realizado no Teatro Anchieta (Sesc Consolação) em 13 de fevereiro de 2017 e produzido e veiculado pela SescTV. O programa pode ser conferido na íntegra nas plataformas do Sesc São Paulo, assim como o documentário Passagem de Som, que retrata parte da trajetória profissional e pessoal de Tony Babalu.

## Faixas
| N.º            | Título         | Duração |  |
| 1.             | "Locomotiva"   | 4:16    |  |
| 2.             | "Meio-fio"     | 7:45    |  |
| 3.             | "Valentina"    | 6:33    |  |
| 4.             | "Veia Latina"  | 10:07   |  |
| 5.             | "Encrenca"     | 5:11    |  |
| 6.             | "In Black"     | 7:36    |  |
| Duração total: | Duração total: | 41:28   |  |

## Ficha técnica
Músicos
- Tony Babalu: composição, guitarra, direção geral
- Adriano Augusto: teclados
- Leandro Gusman: contrabaixo
- Percio Sapia: bateria

Estúdio
- Sidnei Garcia: captação e mixagem
- Ruy Galisi Jr.: assistente (estúdio)
- Caio Villares: assistente (estúdio)
- Walter Lima: masterização